# ماکسیم اسمیرنوف
ماکسیم اسمیرنوف (استونیایی: Maksim Smirnov؛ زادهٔ ۲۸ دسامبر ۱۹۷۹) بازیکن فوتبال اهل استونی بود.
از باشگاه‌هایی که در آن بازی کرده‌است می‌توان به باشگاه فوتبال تی‌وی‌ام‌کی، باشگاه فوتبال نومه کالیو، باشگاه فوتبال فلورا تالین، باشگاه فوتبال اینفونت، باشگاه فوتبال ویلیاندی تولویک، باشگاه فوتبال ونتسپیلس، باشگاه فوتبال لوادیا تالین، و باشگاه فوتبال ناروا ترانس اشاره کرد.
وی همچنین در تیم‌های ملی فوتبال زیر ۱۷ سال استونی، زیر ۱۹ سال استونی، زیر ۲۱ سال استونی، و استونی بازی کرده‌است.